# Gryon elatior
Gryon elatior är en stekelart som beskrevs av Lubomir Masner 1983. Gryon elatior ingår i släktet Gryon och familjen Scelionidae. Inga underarter finns listade i Catalogue of Life.